# Coleophora derivatella
Coleophora derivatella é uma espécie de mariposa do gênero Coleophora pertencente à família Coleophoridae.